# Cinturón Ciclista Internacional a Mallorca
Il Cinturón Ciclista Internacional a Mallorca è una corsa a tappe maschile di ciclismo su strada che si disputa a Maiorca, in Spagna, ogni anno nel mese di aprile. Corsa annualmente dal 1964, è stata riservata ai dilettanti fino al 2004 e nel 2005 è entrata a far parte del calendario dell'UCI Europe Tour, classe 2.2.

## Albo d'oro
Aggiornato all'edizione 2011.
| Anno    | Vincitore              | Secondo         | Terzo              |
| ------- | ---------------------- | --------------- | ------------------ |
| 1964    | Francisco Juan Granell |                 |                    |
| 1965    | Antonio Cerda          |                 |                    |
| 1966    | José Ramon Goyeneche   |                 |                    |
| 1967    | Manuel Iborra          |                 |                    |
| 1968    | Francisco Galdós       |                 |                    |
| 1969    | Manuel Andrade         |                 |                    |
| 1970    | José Casas García      |                 |                    |
| 1971-72 | non disputato          |                 |                    |
| 1973    | Manuel Esparza         |                 |                    |
| 1974    | Jesus Lindez           |                 |                    |
| 1975    | Francisco Fernandez    |                 |                    |
| 1976    | Sean Kelly             |                 |                    |
| 1977    | Faustino Rupérez       |                 |                    |
| 1978    | José Antonio Cabrero   |                 |                    |
| 1979    | Anders Adamson         |                 |                    |
| 1980    | Angel Camarillo        |                 |                    |
| 1981    | Enrique Aja            |                 |                    |
| 1982    | Daniel Heggli          |                 |                    |
| 1983    | Peter Wollenmann       |                 |                    |
| 1984    | José Salvador Sanchis  |                 |                    |
| 1985    | Mauro Ribeiro          |                 |                    |
| 1986    | Luc Suykerbuyk         |                 |                    |
| 1987    | Augustín Sebastia      |                 |                    |
| 1988    | Luigi Bielli           |                 |                    |
| 1989    | Juan Alberto Reig      |                 |                    |
| 1990    | Evgeny Zagrebelny      |                 |                    |
| 1991    | Vladimir Kozarek       |                 |                    |
| 1992    | Arvis Piziks           |                 |                    |
| 1993    | Michael Andersson      |                 |                    |
| 1994    | Frederik Bertelsen     |                 |                    |
| 1995    | Frederik Bertelsen     |                 |                    |
| 1996    | Ruslan Ivanov          |                 |                    |
| 1997    | Martin Rittsel         |                 |                    |
| 1998    | Henrik Sparr           |                 |                    |
| 1999    | Juan Manuel Fuentes    |                 |                    |
| 2000    | Vladimir Karpec        |                 |                    |
| 2001    | Bradley Wiggins        |                 |                    |
| 2002    | Sergi Escobar          |                 |                    |
| 2003    | Lars Teutenberg        |                 |                    |
| 2004    | Alexis Rodríguez       |                 |                    |
| 2005    | Dmitrij Kozončuk       | Linus Gerdemann | Francisco Torrella |
| 2006    | Pavel Brutt            | Gabriel Rasch   | Pedro Romero       |
| 2007    | Richard Faltus         | Marcel Fischer  | Josu Mondelo       |
| 2008    | Dirk Müller            | Jörg Lehmann    | Carlos Ospina      |
| 2009    | Sergio Henao           | Dirk Müller     | Enrique Salgueiro  |
| 2010    | Sergio Mantecón        | David Belda     | Sven Krauß         |
| 2011    | Iker Camaño            | Tadej Valjavec  | Ian Bibby          |
| 2012-13 | annullato              | annullato       | annullato          |